# Clément Otazo
Pas d'image ? Cliquez ici

a Compétitions nationales et continentales officielles uniquement.

b Matchs officiels uniquement.
Dernière mise à jour le 28 avril 2020.
Clément Otazo, né le 3 mai 1992, est un joueur français de rugby à XV. Il évolue au poste de demi d'ouverture au Saint-Jean-de-Luz OR.

## Biographie

### Famille
Son père, Éric Otazo, a joué trois-quarts centre au Saint-Jean-de-Luz OR et à l'Aviron bayonnais. Il est éducateur des minimes du SJLO.

### Débuts
Clément Otazo commence le rugby à XV à l'âge de 6 ans à l'Entente de la Nivelle avec Charles Ollivon jusqu'à la catégorie de cadets 2e année.
Il intègre ensuite le centre de formation de l'Aviron bayonnais et devient champion de France reichel et vice-champion de France espoir.
Il est sélectionné en équipe de France de rugby à XV des moins de 16 ans, moins de 17 ans, moins de 18 ans, moins de 19 ans et moins de 20 ans,.
En 2012, il prolonge son contrat de trois saisons avec l'Aviron bayonnais,.
En 2015, il signe pour 2 saisons au Stade montois,,,,.
En 2019, il rejoint le Saint-Jean-de-Luz OR,.